# ونزوئلا، کوبا
ونزوئلا، کوبا (به اسپانیایی: Venezuela, Cuba) یک سکونتگاه مسکونی در کوبا است که در استان سیه‌گو د آویلا واقع شده‌است.

## خصوصیات
ونزوئلا ۷۱۶ کیلومترمربع مساحت و ۲۷٬۳۳۳ نفر جمعیت دارد و ۲۵ متر بالاتر از سطح دریا واقع شده‌است.